# Сандра Фишер Шобот
Сандра Фишер Шобот (Нови Сад, 1977) српски је универзитетски професор и правник. Ванредни је професор Правног факултета Универзитета у Новом Саду.

## Биографија
Дипломирала је на Правном факултету у Новом Саду децембра 2001. године. У школској 2003/2004. години уписала је магистарске студије на Катедри привредноправних наука. У јулу 2004. године завршила је специјалистичке студије из области Међународног привредног права на Asser College Europe у Хагу. 2005. године положила је усмени магистарски испит са одликом, а у новембру 2006. године одбранила магистарску тезу "Правна природа патента као субјективног права". Докторску дисертацију „Одговорност продавца за испоруку робе у међународном и домаћем праву“ одбранила је 2010. године на Правном факултету у Новом Саду.
На Правном факултету у Новом Саду изводи наставу из предмета Трговинско право, на четвртој години основних академских студија на Општем и Смеру унутрашњих послова, из изборног предмета Право међународне продаје на четвртој години основних академских студија на Општем смеру, као и вежбе из наставних предмета Право привредних друштава, Трговинско право и Међународно привредно право на четвртој години студија Општег смера Правног факултета у Новом Саду. Од школске 2013/2014 године поверено јој је извођење наставе на мастер академским студијама из изборног предмета Право конкуренције. На докторским академским студијама, на смеру Јавно право, поверено јој је извођење наставе из предмета Трговинско право – продубљени курс – уговори робног промета и хартије од вредности, Право међународне продаје – продубљени курс и Право конкуренције. Од школске 2017/18 укључена је у менторски рад са студентима прве године основних академских студија.
Говори енглески језик, а служи се немачким.

## Образовање
Основне, магистарске и докторске студије завршила је на Правном факултету у Новом Саду.
Специјалистичке студије из Међународног привредног права завршила је на Asser College Europe у Хагу (Холандија).

## Радна места
За асистента-приправника изабрана је 2003. године, за асистента 2007. године, за доцента 2013. године, а за ванредног професора 2018. године.

## Чланство у организацијама и телима
Секретар је Катедре привредноправних наука на Правном факултету у Новом Саду.

## Научни рад
Области научног интересовања: право међународне и домаће продаје, право конкуренције, право индустријске својине и међународне трговинске арбитраже.
Назив пројекта: „Пројекат Правног факултета у Новом Саду поводом обележавања двестоте годишњице Првог српског устанка (1804-2004) и изградње модерне српске државе и правног система“ финансиран (од кога): Правни факултет у Новом Саду врста пројекта: научно-истраживачки пројекат
период: 2003-2004. 
руководилац: проф. др Љубомирка Кркљуш
Назив пројекта: „Српско и европско право - теоријски, социолошки, позитивноправни и економски аспекти“ финансиран (од кога): Правни факултет у Новом Саду врста пројекта: научно-истраживачки пројекат
период: 2005-2007. 
руководилац: проф. др Родољуб Етински
Назив пројекта: „Право Србије у европској перспективи“ финансиран (од кога): Министарство науке и заштите животне средине врста пројекта: научно-истраживачки пројекат
период: 2005-2010.
руководилац: проф. др Гордана Вукадиновић
Назив пројекта: „Унапређење правног образовања у области еколошког права у Србији“ 
врста пројекта: Научно-истраживачки и развојни пројекат
период: 2006. година
руководилац: проф. др Душан Николић
Назив пројекта: „Хармонизација права Републике Србије и права Европске уније (теоријскоправни, социолошкоправни, историјскоправни, позитивноправни и економски аспекти)” 
финансиран (од кога): Правни факултет у Новом Саду врста пројекта: научно-истраживачки пројекат
период: 2008-2010.
руководилац: проф. др Душан Николић
Назив пројекта: „Теоријски и практични проблеми стварања и примене права (ЕУ и Србија)“ финансиран (од кога): Правни факултет у Новом Саду врста пројекта: научно-истраживачки пројекат
период: 2011-2013.
руководилац: проф. др Драган Милков
Назив пројекта: „Биомедицина, заштита животне средине и право (бр. 179079)“ финансиран (од кога): Министарство просвете и науке Републике Србије врста пројекта: научно-истраживачки пројекат
период: 2011-
руководилац: проф. др Гордана Ковачек Станић
Назив пројекта: „Утицај европског и прецедентног права на развој грађанског материјалног и процесног права у Србији и Војводини“ финансиран (од кога): Покрајински секретаријат за науку и технолошки развој врста пројекта: научно-истраживачки пројекат
период: 2011-2015. 
руководилац: академик проф. др Јожеф Салма

## Изабрана библиографија

### Књиге
1. Фишер, Сандра (2007). Патент као субјективно право. Центар за издавачку делатност Правног факултета у Новом Саду. ISBN 978-86-7774-013-9.
2. Фишер-Шобот, Сандра (2014). Право међународне продаје. Центар за издавачку делатност Правног факултета у Новом Саду. ISBN 978-86-7774-143-3.
3. Марјански, Владимир; Фишер-Шобот, Сандра (2016). Право хартија од вредности. Центар за издавачку делатност Правног факултета у Новом Саду. ISBN 978-86-7774-169-3.

### Научни радови
1. Фишер-Шобот, Сандра (2004). „Библиографија за друштва са ограниченом одговорношћу”. Зборник радова Правног факултета у Новом Саду. 38 br. 2: 629—648.
2. Фишер-Шобот, Сандра (2005). „Појам проналаска као предмета патентноправне заштите”. Правни живот. 39 br. 11: 1081—1091.
3. Фишер-Шобот, Сандра (2006). „Новост проналаска као један од услова његове патентибилности”. Право и привреда – Часопис за привредноправну теорију и праксу. br. 5-8: 760—768.
4. Фишер-Шобот, Сандра (2006). „Проналазач као субјект патентноправне заштите”. Правни живот. br. 11: 973—985.
5. Фишер-Шобот, Сандра (2007). „Исцрпљење права носиоца патента”. Право и привреда – Часопис за привредноправну теорију и праксу. br. 5-8: 657—666.
6. Фишер-Шобот, Сандра (2008). „Проналазачко право и право на патент”. Правни живот. br. 13: 139—151.
7. Фишер-Шобот, Сандра (2008). „Уговорно одређење саобразности робе”. Зборник радова Правног факултета у Новом Саду. 42 br. 1-2: 737—750.
8. Фишер-Шобот, Сандра (2009). „Теоријска објашњења природе патентноправне заштите”. Правни живот. br. 13: 415—425.
9. Фишер-Шобот, Сандра (2009). „бавеза испоруке према Конвенцији УН о уговорима о међународној продаји робе”. Зборник радова Правног факултета у Новом Саду. 43 br. 1: 261—280.
10. Фишер-Шобот, Сандра (2010). „Појам, садржај и форма обавештења о несаобразности робе у међународном и домаћем праву”. Право и привреда – Часопис за привредноправну теорију и праксу. br. 4-6: 435—449.
11. Фишер-Шобот, Сандра (2010). „Рок за обавештавање о несаобразности испоручене робе у међународном и домаћем праву”. Зборник радова Правног факултета у Новом Саду. 44 br. 2: 265—279.
12. Фишер-Шобот, Сандра (2010). „Посредна повреда патента”. Зборник радова Правног факултета у Новом Саду. 44 br. 3: 397—408.
13. Fišer-Šobot, Sandra (2011). „Duty to Examine the Goods in International Law of Sales” (PDF). The Annals of the Faculty of Law in Belgrade – Belgrade Law Review. br. 3: 196—210.
14. Фишер-Шобот, Сандра (2011). „Рок за преглед робе у праву међународне продаје”. Право и привреда – Часопис за привредноправну теорију и праксу. br. 4-6: 795—209.
15. Фишер-Шобот, Сандра (2011). „Одговорност продавца за саобразност робе са принудним прописима”. Правна ријеч – часопис за правну теорију и праксу. br. 29: 153—165.
16. Фишер-Шобот, Сандра (2011). „Право купца на накнаду штете због повреде обавезе испоруке у међународном и домаћем праву”. Правни живот. br. 11: 371—388.
17. Фишер-Шобот, Сандра (2011). „Несаобразност робе за коју продавац не одговара”. Зборник радова Правног факултета у Новом Саду. 45 br. 2: 327—340.[мртва веза]
18. Фишер-Шобот, Сандра (2012). „Правило предвидљивости штете у праву међународне и домаће продаје”. Право и привреда – Часопис за привредноправну теорију и праксу. br. 6: 645—657.
19. Фишер-Шобот, Сандра (2012). „Изузеци од дужности обавештавања о несаобразности робе у праву међународне продаје”. Зборник радова Правног факултета у Новом Саду. 46 br. 2: 339—353.[мртва веза]
20. Фишер-Шобот, Сандра (2012). „Одговорност продавца за саобразност робе са принудним прописима – Frozen pork case”. Зборник радова Правног факултета у Новом Саду. 46 br. 3: 309—320.[мртва веза]
21. Фишер-Шобот, Сандра (2013). „Конкретно одмеравање накнаде штете кад је извршена куповина ради покрића у међународном и српском праву”. Право и привреда – Часопис за привредноправну теорију и праксу. br. 4-6: 540—554.
22. Фишер-Шобот, Сандра (2013). „Конвенција о прекограничним ефектима индустријских удеса – приказ и анализа”. Правна ријеч – часопис за правну теорију и праксу. br. 37: 97—110.
23. Фишер-Шобот, Сандра (2013). „Ослобођење продавца од одговорности према чл. 80 Конвенције УН о уговорима о међународној продаји робе”. Зборник радова Правног факултета у Новом Саду. 47 br. 2: 449—460.[мртва веза]
24. Фишер-Шобот, Сандра (2014). „Нека питања апстрактног одмеравања накнаде штете због повреде обавезе испоруке у праву међународне и домаће продаје”. Правна ријеч – часопис за правну теорију и праксу. br. 39: 619—631.
25. Фишер-Шобот, Сандра (2014). „Постојање текуће цене као услов за апстрактно одмеравање накнаде штете у праву међународне и домаће продаје”. Зборник радова Правног факултета у Новом Саду. 48 br. 2: 353—366.[мртва веза]
26. Марјански, Владимир; Фишер-Шобот, Сандра (2015). „Осигурање од ризика неуспеха поступка вантелесне оплодње”. Теме – часопис за друштвене науке. br. 4: 1277—1291.
27. Фишер-Шобот, Сандра (2015). „Одговорност продавца за правне недостатке у праву међународне и домаће продаје”. Право и привреда – Часопис за привредноправну теорију и праксу. br. 4-6: 456—471.
28. Фишер-Шобот, Сандра (2015). „Дужност обавештавања о правном недостатку код уговора о међународној продаји робе”. Зборник радова Правног факултета у Новом Саду. 49 br. 2: 683—695.[мртва веза]
29. Ђурђев, Душанка; Фишер-Шобот, Сандра (2015). „Нове мере заштите животне средине у саобраћајној политици ЕУ”. Правна ријеч – часопис за правну теорију и праксу. br. 44: 73—86.
30. Фишер-Шобот, Сандра (2016). „Обавеза продавца да преда документа која се односе на робу код уговора о међународној продаји робе”. Право и привреда – Часопис за привредноправну теорију и праксу. br. 7-9: 245—258.
31. Фишер-Шобот, Сандра (2016). „Концентрације спајањем учесника на тржишту и концентрације стицањем контроле у праву Србије и Европске уније”. Зборник радова Правног факултета у Новом Саду. 50 br. 2: 533—547.[мртва веза]
32. Ђурђев, Душанка; Фишер-Шобот, Сандра (2017). „Право купца да снизи цену код уговора о међународној продаји робе”. Правна ријеч – часопис за правну теорију и праксу. br. 52: 31—48.
33. Дивљак, Драго; Фишер-Шобот, Сандра (2017). „Државна помоћ за заштиту животне средине на наднационалном нивоу и у домаћем праву”. Зборник радова Правног факултета у Новом Саду. 51 br. 3: 675—692.[мртва веза]
34. Арсић, Зоран; Ђурђев, Душанка; Дивљак, Драго; Марјански, Владимир; Фишер-Шобот, Сандра (2017). „Заштита животне средине - привредно право”. Правни аспекти биомедицине и заштите животне средине : зборник радова: 23—35.
35. Fišer-Šobot, Sandra (2017). „Calculation of Price Reduction in International Sale of Goods Contracts”. LeXonomica. 9 br. 2: 109—124.
36. Фишер-Шобот, Сандра (2017). „Материјалноправни тест за оцену концентрација у праву Европске уније – тест значајног ограничавања конкуренције”. Зборник радова Правног факултета у Новом Саду. 51 br. 4: 1651—1668.[мртва веза]
37. Фишер-Шобот, Сандра (2018). „Open-price уговори о међународној продаји робе – однос чланова 14 и 55 Конвенције Уједињених нација о уговорима о међународној продаји робе”. Анали Правног факултета у Београду – часопис за правне и друштвене науке. 66 br. 1: 180—198.